# Remeika
Remeika ist ein litauischer männlicher Familienname. Von Nachfahren von Litauern in den USA wird er auch als Vorname gebraucht. Verwandte Formen sind Romeik und Rammyke.

## Etymologie
Vermutlich handelt es sich um eine litauische Entlehnung eines Patronyms aus der Altpreußischen Sprache zu einer Rufnamenkurzform mit dem Rufnamenglied ram- (von altpreußisch rāms „sittlich, ruhig“) zu Vollformen wie Queyrams (als Nachname und Ortsname – z. B. Quirmen/Quermen im früheren Kreis Osterode in Ostpreußen – belegt). Das altpreußische Suffix -eik bezeichnet ein Diminutiv. Die ursprüngliche Endung -o wurde im Prozess der Eindeutschung zu -e abgeschwächt. Der Name ist also vermutlich älter als der der Siedlung Romeiken/Romeyken im früheren Landkreis Ebenrode.

## Weibliche Formen
- Remeikaitė (ledig)
- Remeikienė (verheiratet)

## Namensträger
- Darius Remeika (* 1972), Tierarzt und Agrarpolitiker, Vizeminister
- Rimantas Remeika (* 1962), Politiker, Seimas-Mitglied